# Pécsi Bordalfesztivál
Az Európai és Világ Bordalfesztiválok Pécs egyik fontos fesztiválja szeptember végén, melyet 1993 óta rendeznek meg, Európában – s talán az egész világon – egyedülálló módon kizárólag férfikarok és férfi vokálegyüttesek számára. A nemzetközi kórusversenyeken díjnyertes Bartók Béla férfikara minden évben Pécsre és Baranyába invitálja Európa és a világ férfikarait, vokál együtteseit, népzenei előadóit.
A fesztivált – amelyen a kórusénekesek részvétele a képletes nevezési díjon felül ingyenes – a Pécsi Férfikar Alapítvány rendezi a hagyományos Örökség fesztivál – Pécsi Napok – Mediterrán Ősz, illetve a Szőlő és Bor Ünnepéhez kapcsolódóan.
A fesztivál résztvevői – önálló programjukon túl – a nemzetközi és magyar bordalirodalom műveit közös karokban mutatják be. A Pécsi Nemzeti Színházbeli gálahangversenyen, a szőlő és bor ünnepén, a borút településein és  Pécsett lépnek a kórusok közönség elé. Az ezredfordulón túl szüretkor rendezik meg az eseményt.
A fesztiválról két CD-válogatás jelent meg.

## A fesztivál programjának fontosabb eseményei
- Megnyitó a Batthyány-pincében, ahol minden résztvevő két bordalt énekel, amelyet pincekoncertek követnek Villánykövesden és Villányban.
- Gálakoncert a Pécsi Nemzeti Színházban, ahol a résztvevők 10–12 perces, elsősorban műzenéből összeállított bordalműsort adnak elő.
- A Szőlő és Bor Ünnepe a Széchenyi téren a résztvevők 10–12 perces műsoraival. Az előadás végén a résztvevők (kb. 250 énekes) közös előadásban szólaltatják meg a bordalokat.

## A fesztiválok listája
| 1993 – | 1.  | Európai Bordalfesztivál |
| 1994 – | 2.  | Európai Bordalfesztivál |
| 1995 – | 3.  | Európai Bordalfesztivál |
| 1996 – | 1.  | Bordal Világfesztivál   |
| 1997 – | 4.  | Európai Bordalfesztivál |
| 1998 – | 5.  | Európai Bordalfesztivál |
| 1999 – | 6.  | Európai Bordalfesztivál |
| 2000 – | 2.  | Bordal Világfesztivál   |
| 2001 – | 7.  | Európai Bordalfesztivál |
| 2002 – | 8.  | Európai Bordalfesztivál |
| 2003 – | 9.  | Európai Bordalfesztivál |
| 2004 – | 3.  | Bordal Világfesztivál   |
| 2005 – | 10. | Európai Bordalfesztivál |
| 2006 – | 11. | Európai Bordalfesztivál |
| 2007 – | 12. | Európai Bordalfesztivál |
| 2008 – | 13. | Európai Bordalfesztivál |
| 2009 – | 14. | Európai Bordalfesztivál |
| 2010 – | 4.  | Bordal Világfesztivál   |
| 2011 – | 15. | Európai Bordalfesztivál |
| 2012 – | 16. | Európai Bordalfesztivál |
| 2013 – | 17. | Európai Bordalfesztivál |